# Maladera brevistylis
Maladera brevistylis är en skalbaggsart som beskrevs av Ahrens 2004. Maladera brevistylis ingår i släktet Maladera och familjen Melolonthidae. Inga underarter finns listade i Catalogue of Life.